# Giuseppe Filippi (vescovo)
Giuseppe Filippi (Baselga del Bondone, 17 marzo 1945) è un vescovo cattolico e missionario italiano, dal 25 ottobre 2022 vescovo emerito di Kotido.

## Biografia
È nato a Baselga del Bondone, allora frazione di Terlago, in provincia e arcidiocesi di Trento, il 17 marzo 1945.

### Formazione e ministero sacerdotale
Dopo gli studi primari e secondari in Italia, ha seguito i corsi filosofici e teologici in Uganda, presso il seminario maggiore nazionale di Ggaba, sobborgo di Kampala, ottenendo poi il diploma in pastorale e studi religiosi. Il 28 aprile 1977 ha emesso la professione perpetua per i missionari comboniani del Cuore di Gesù.
Il 26 giugno 1978 è stato ordinato presbitero, nella cattedrale di San Vigilio a Trento, dall'arcivescovo Alessandro Maria Gottardi.
Dopo l'ordinazione ha iniziato il suo ministero come direttore vocazionale della provincia dei comboniani in Uganda; al contempo, presso la diocesi di Moroto, è stato direttore e promotore vocazionale, nonché assistente pastorale nella parrocchia di Morulem. Dal 1980 al 1991 ha ricoperto vari incarichi nel seminario minore diocesano Nadiket di Moroto: è stato, infatti, direttore spirituale, professore, decano degli studi e infine rettore. Nel 1982 e nel 1990 è stato segretario generale dei primi due sinodi diocesani di Moroto.
Dal 1991 al 1997 ha svolto l'incarico di assistente generale dei comboniani a Roma. Tornato in Uganda nel 1997, ha ricoperto il ruolo di parroco della parrocchia di Morulem fino al 1999, quando è diventato maestro dei novizi dei missionari comboniani in Zambia. Dal 2004, e fino alla nomina episcopale, è stato superiore provinciale dei missionari comboniani in Uganda.

### Ministero episcopale
Il 17 agosto 2009 papa Benedetto XVI lo ha nominato vescovo di Kotido; è succeduto a Denis Kiwanuka Lote, precedentemente promosso arcivescovo metropolita di Tororo.
Il 19 dicembre seguente ha ricevuto l'ordinazione episcopale, nella cattedrale del Buon Pastore a Kotido, da Cyprian Kizito Lwanga, arcivescovo metropolita di Kampala, co-consacranti Denis Kiwanuka Lote, arcivescovo metropolita di Tororo, e Giuseppe Franzelli, vescovo di Lira. Durante la stessa celebrazione ha preso possesso della diocesi.
Il 25 ottobre 2022 papa Francesco ha accolto la sua rinuncia, presentata per raggiunti limiti di età, al governo pastorale della diocesi di Kotido; gli è succeduto il comboniano Dominic Eibu.

## Genealogia episcopale
La genealogia episcopale è:
- Cardinale Scipione Rebiba
- Cardinale Giulio Antonio Santori
- Cardinale Girolamo Bernerio, O.P.
- Arcivescovo Galeazzo Sanvitale
- Cardinale Ludovico Ludovisi
- Cardinale Luigi Caetani
- Cardinale Ulderico Carpegna
- Cardinale Paluzzo Paluzzi Altieri degli Albertoni
- Papa Benedetto XIII
- Papa Benedetto XIV
- Papa Clemente XIII
- Cardinale Bernardino Giraud
- Cardinale Alessandro Mattei
- Cardinale Pietro Francesco Galleffi
- Cardinale Giacomo Filippo Fransoni
- Cardinale Carlo Sacconi
- Cardinale Edward Henry Howard
- Cardinale Mariano Rampolla del Tindaro
- Cardinale Rafael Merry del Val
- Cardinale Arthur Hinsley
- Arcivescovo David Mathew
- Cardinale Laurean Rugambwa
- Cardinale Emmanuel Kiwanuka Nsubuga
- Cardinale Emmanuel Wamala
- Arcivescovo Cyprian Kizito Lwanga
- Vescovo Giuseppe Filippi, M.C.C.I.